# BetVictor European Series 2021-2022
La BetVictor European Series 2021-2022 è la 3ª edizione di una serie di nove tornei sponsorizzati dall'azienda di scommesse sportive BetVictor, che fanno parte della stagione 2021-2022 di snooker.
La serie è stata vinta da John Higgins, il quale ha ottenuto il bonus di £150000. Lo scozzese si è aggiudicato questa serie di tornei per la prima volta in carriera, classificandosi al primo posto con £101000, a pari-merito con Mark Allen, ma in vantaggio grazie alla regola dell'ultimo risultato valido, risalente allo European Masters, nel quale Higgins ha raggiunto i sedicesimi di finale ed Allen è stato eliminato nel turno di qualificazione, dato che nei due successivi eventi (il Welsh Open e il Gibraltar Open), i due sono entrambi usciti di scena ai sedicesimi, in ambedue le occasioni.
Il vincitore delle prime due edizioni Judd Trump si è, invece, classificato all'11º posto.

## Tornei
| Northern Ireland Open       | English Open                    | Scottish Open                | Shoot-Out                         | German Masters               | European Masters                   | Welsh Open               | Gibraltar Open                  | Note                                |
| --------------------------- | ------------------------------- | ---------------------------- | --------------------------------- | ---------------------------- | ---------------------------------- | ------------------------ | ------------------------------- | ----------------------------------- |
| Mark Allen 9-8 John Higgins | Neil Robertson 9-8 John Higgins | Luca Brecel 9-5 John Higgins | Hossein Vafaei 71-0 Mark Williams | Zhao Xintong 9-0 Yan Bingtao | Fan Zhengyi 10-9 Ronnie O'Sullivan | Joe Perry 9-5 Judd Trump | Robert Milkins 4-2 Kyren Wilson | [ 4 ] [ 5 ] [ 6 ] [ 7 ] [ 8 ] [ 9 ] |

## Classifica

### Top 10
| N° | Giocatore         | Punti  |
| -- | ----------------- | ------ |
| 1  | John Higgins      | 101000 |
| 2  | Mark Allen        | 101000 |
| 3  | Luca Brecel       | 96500  |
| 4  | Neil Robertson    | 96000  |
| 5  | Fan Zhengyi       | 93500  |
| 6  | Ronnie O'Sullivan | 90000  |
| 7  | Zhao Xintong      | 89000  |
| 8  | Hossein Vafaei    | 83000  |
| 9  | Joe Perry         | 79000  |
| 10 | Yan Bingtao       | 78000  |